# Matías Rubio Navarro
Matías Rubio Navarro (Aldaia, 13 giugno 1971) è un ex calciatore spagnolo, di ruolo difensore.

## Carriera
Ha giocato 4 partite in Primera División con il Valencia e 30 partite in Segunda División con il Lleida.